# 杭州客运中心站
30°18′53″N 120°16′26.9″E / 30.31472°N 120.274139°E
杭州客运中心站位于中国浙江省杭州市上城区九堡街道，2003年12月18日开工建设，投资3.2亿元，2009年10月开始运行。它是华东地区最大的客运站。集杭州轨道交通1号线、9号线换乘站客运中心站和汽车站为一体。

## 简介
工程由澳大利亚爱伦建筑设计事务所设计，采用简洁流畅的弧形屋顶造型，犹如一把巨大的伞保护着乘客。总占地面积20万平方米，主要分为六大功能区块：
- 客运主站房，总体为两层，局部三层，地下一层，建筑为工字形。总长156米，总进深139米，总层高10-21米。总建筑面积6.37万平方米，发车位40个，设计日发送旅客4.8万人次；
- 站前广场
- 大巴停车场
- 车辆维修加油
- 管理服务中心，地下一层，地上二十层，板式高层建筑，位于站房西侧；
- 独立车库[1]